# Lofen
Lofen was een palts van de Duitse keizers die rond 1020 in Utrecht aan de burcht Trecht is gebouwd. Deze palts was gesitueerd tussen het huidige Domplein en de Oudegracht en grensde aan de immuniteit van het geestelijk gebied binnen de burcht.
In een oorkonde uit 1122 staat over Lofen in het Latijn: palacio imperatoris in Traiecto, quod vulgo Lofen dicitur, in vertaling "het keizerlijk paleis te Utrecht, dat in de volkstaal Lofen heet". 
Als gevolg van een negendaagse stadsbrand in 1253 werden vele gebouwen verwoest, waaronder mogelijk Lofen. Na 1285 was het paleis in ieder geval verdwenen, omdat er toen drie claustrale huizen stonden die behoorden aan het Domkapittel.
Van Lofen zijn fragmenten bewaard gebleven in de kelders van de panden aan de Vismarkt en het Domplein.

## Stadsrechten
Keizer Hendrik V verleende op 2 juni 1122 stadsrechten aan Utrecht in paleis Lofen. In de oorkonde staat dat de stadsrechten zijn uitgegeven in palacio imperatoris in Traiecto, quod vulgo Lofen dicitur, oftewel het keizerlijk paleis in Utrecht, dat in de volksmond Lofen wordt genoemd.

## Geschiedenis
Wanneer precies het paleis is gebouwd is niet bekend, maar men mag aannemen dat Lofen gereed was toen de romaanse Domkerk in 1023 werd gewijd. Het paleis is gebouwd in tufsteen en was in het midden verdeeld door een rij van zandstenen zuilen. Lofen was gesitueerd in de noordwesthoek van de bisschoppelijke burcht Trecht. Het was, net als het paleis van de bisschop in de zuidwesthoek, verbonden met een galerij aan de Domkerk. 
In 1253 werd Lofen waarschijnlijk verwoest door een stadsbrand, die ook de romaanse Domkerk verwoestte. Het perceel wordt daarna toebedeeld aan het kapittel van de Domkerk, dat er claustrale huizen op bouwde. Het voormalig souterrain van het paleis is vanaf dan in gebruik als kelders.
In 1934 brandde het claustrale huis van het Domkapittel op Domplein 16 af. De balkenvloer, waarschijnlijk uit de tijd van Lofen, werd vervangen door een vloer van gewapend beton. 

## Gebruik
Tijdens de hoge middeleeuwen maakte Utrecht deel uit van het Heilige Roomse Rijk. De keizer reisde van paleis naar paleis. Lofen was dus het paleis in Utrecht. De keizer bezocht de paleizen op Rijksdagen. Dan sprak hij recht, ontving hij gasten en gaf hij feesten. De keizer resideerde vaak in Lofen op kerkelijke hoogfeesten. Dan ging hij gekleed in kroningsgewaden en regalia in vol ornaat en in processie naar de Domkerk om de viering van de liturgie bij te wonen. Na afloop van de dienst begaf men zich naar de grote zaal van het paleis om daar gezamenlijk de maaltijd te gebruiken.

## Archeologie
In de kelders van het voormalig paleis Lofen zijn meerdere archeologische opgravingen gedaan. In de kelder van Domplein 16 zijn in 1931 twee zuilen uit Lofen uitgegraven door Willem Stooker. Een jaar later voerde hij weer twee opgravingen uit in de kelders van het voormalig paleis. Hij vond toen de tufstenen buitenmuur van Lofen.
Na de brand in 1934 werden de twee paleiszuilen in de kelder van Domplein 16 opnieuw uitgegraven door Willem Stooker. Voor de zuilen vond hij de muur die om het romeinse castellum heeft gelopen. Deze muur was hoger dan het basement van de paleiszuilen. 
In 1936 deed de archeoloog Albert Egges van Giffen twee opgravingen binnen de muren van voormalig paleis Lofen. Daarin vond hij romeinse sporen, zoals delen van de met hout versterkte aarden wal en de romeinse castellummuur. Hij ontdekte dat de meest noordelijke zuil uit het voormalig souterrain van Lofen gefundeerd is op de romeinse muur. 

## Huidig gebruik
Tegenwoordig zijn nog delen van het souterrain van Lofen zichtbaar in kelders tussen het Domplein en de Vismarkt. Een groot deel van het voormalig paleis is tegenwoordig een historische attractie. 

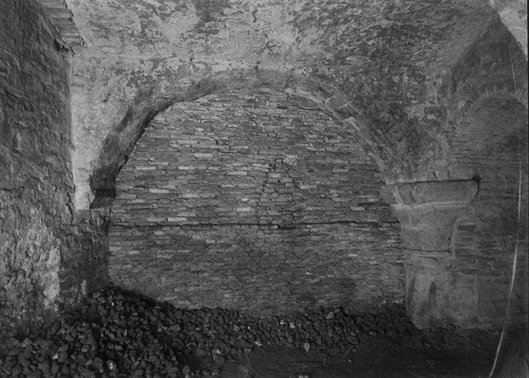
Ondergrondse restanten met bewaard gebleven zuilen en gewelven van Lofen
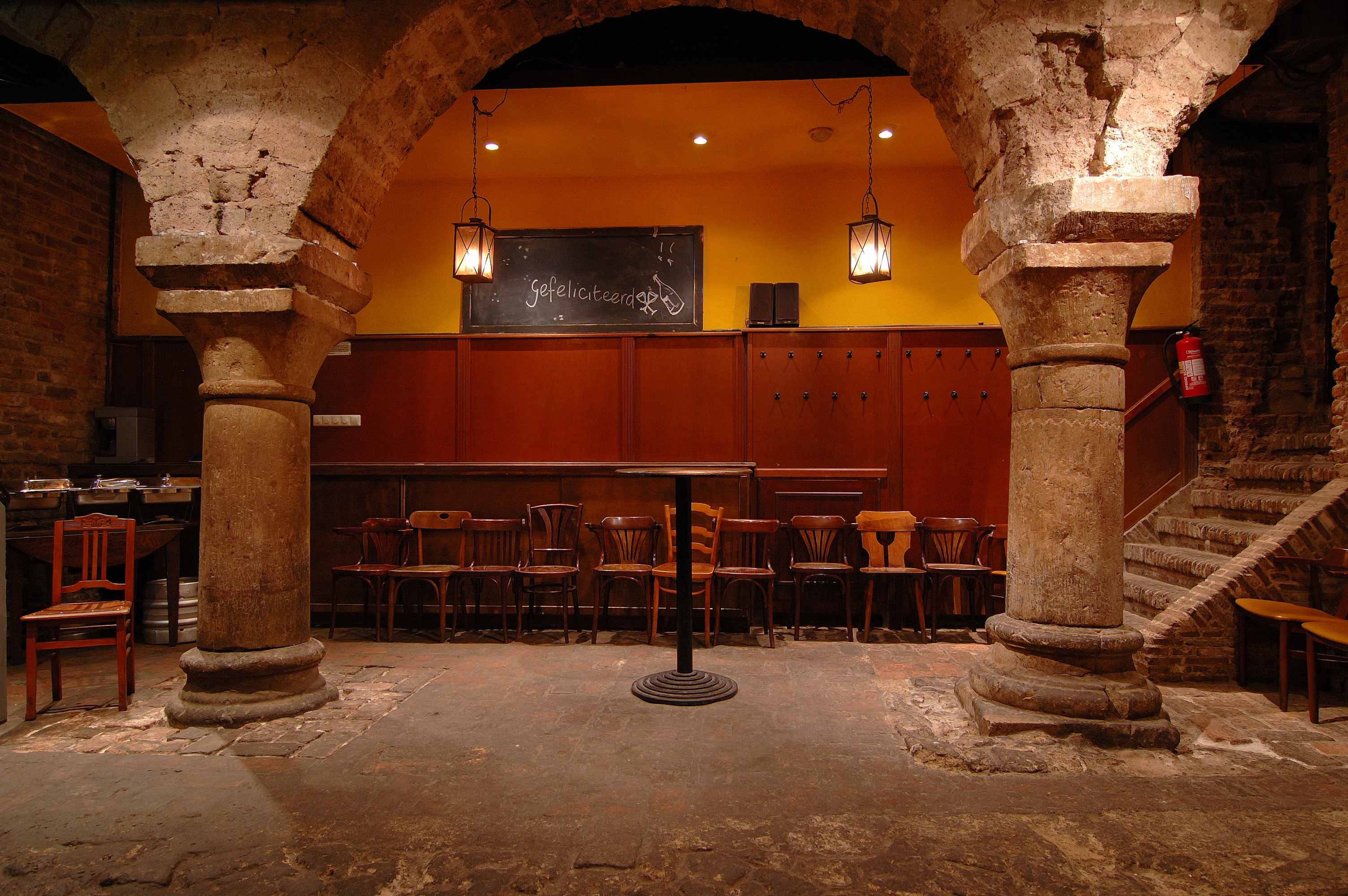
Ondergronds deel van Lofen
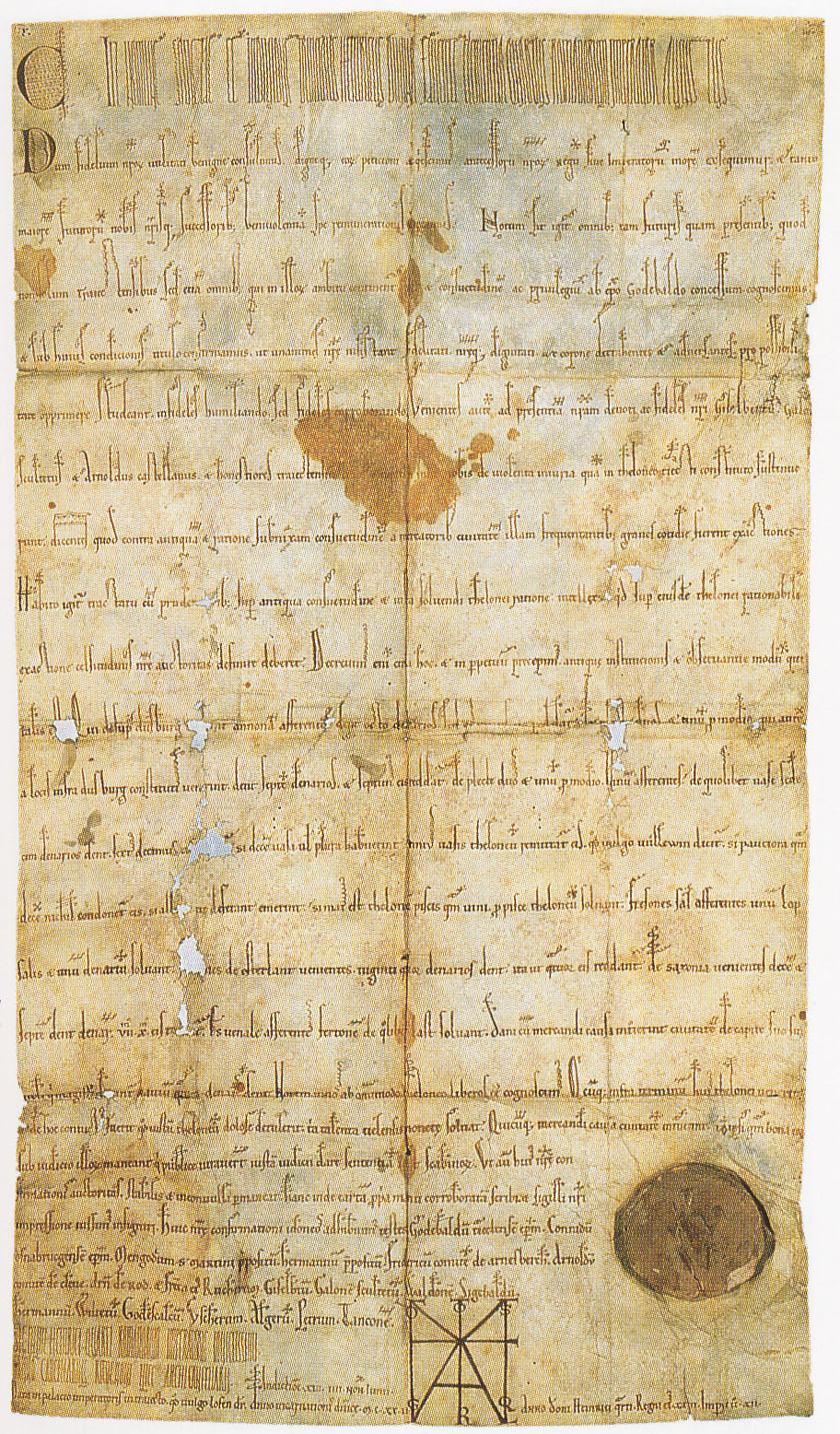
In 1122 te Lofen opgemaakte oorkonde waarin onder meer de Utrechtse toltarieven zijn vastgesteld
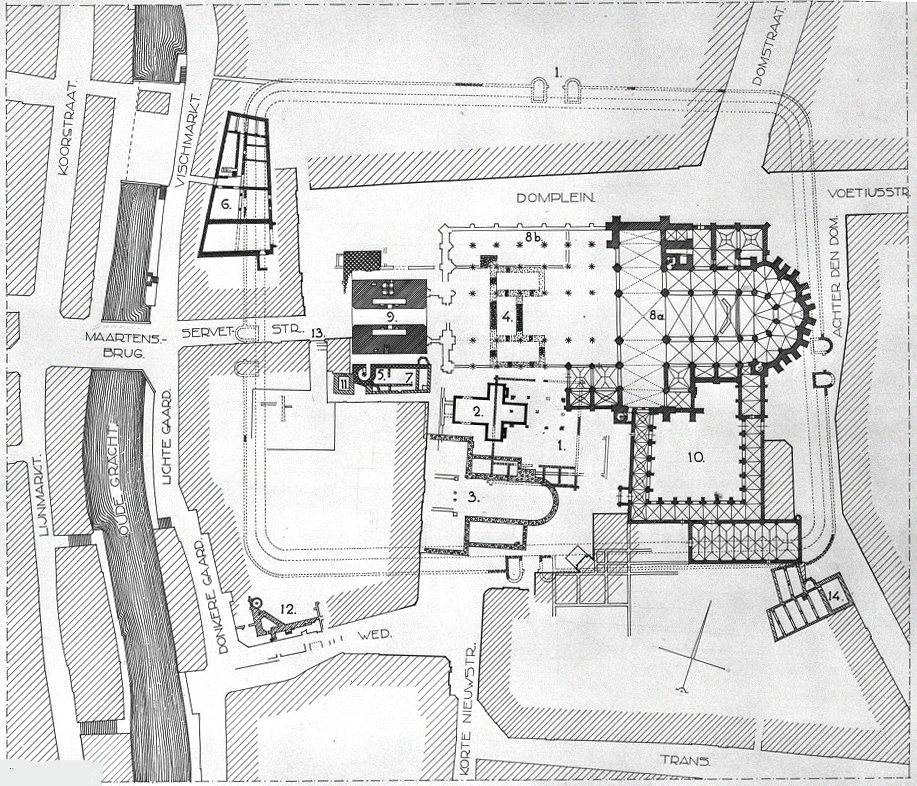
Plattegrond van het huidige Domplein e.o. met Lofen
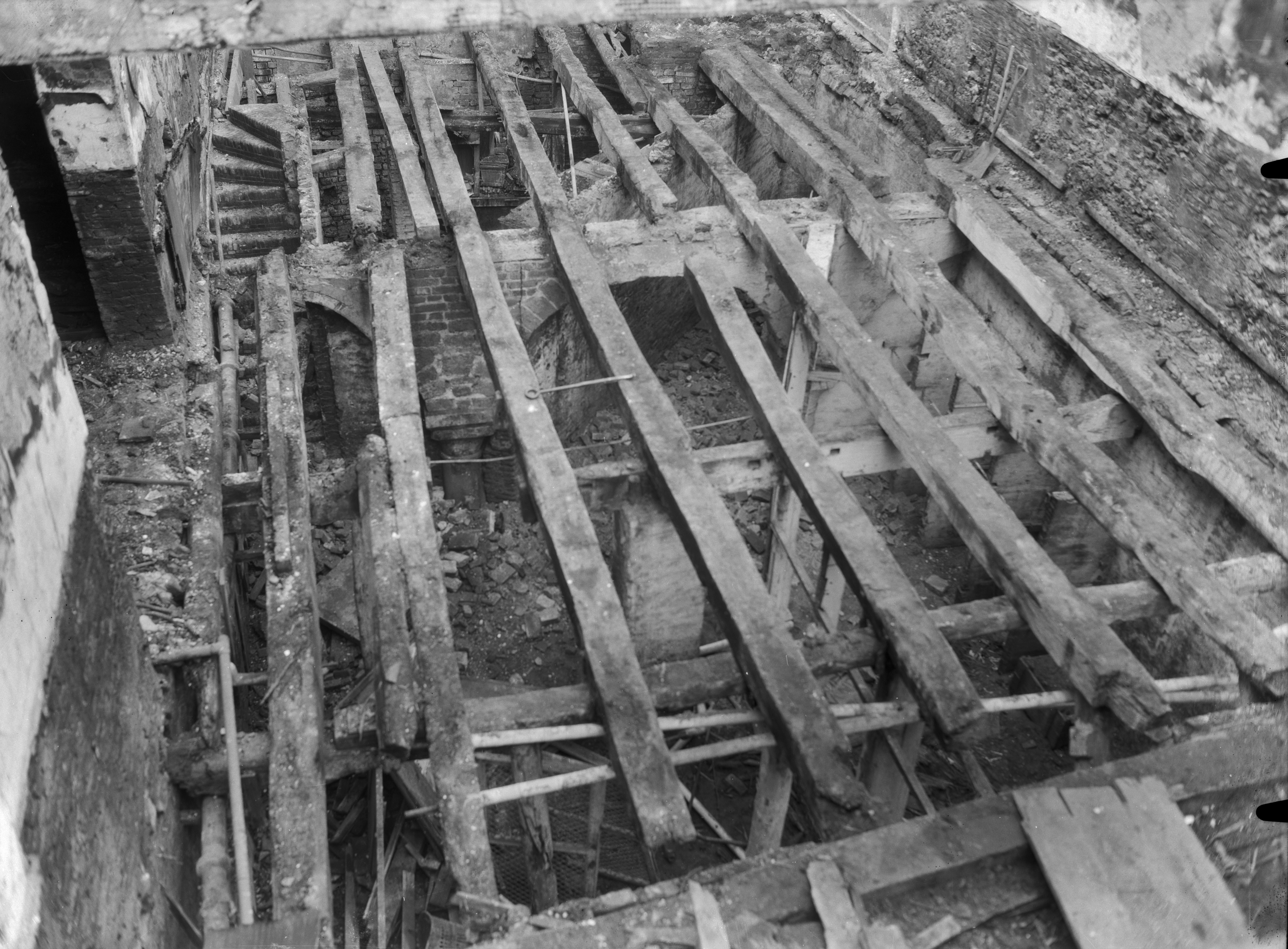
De schade na de brand in 1934
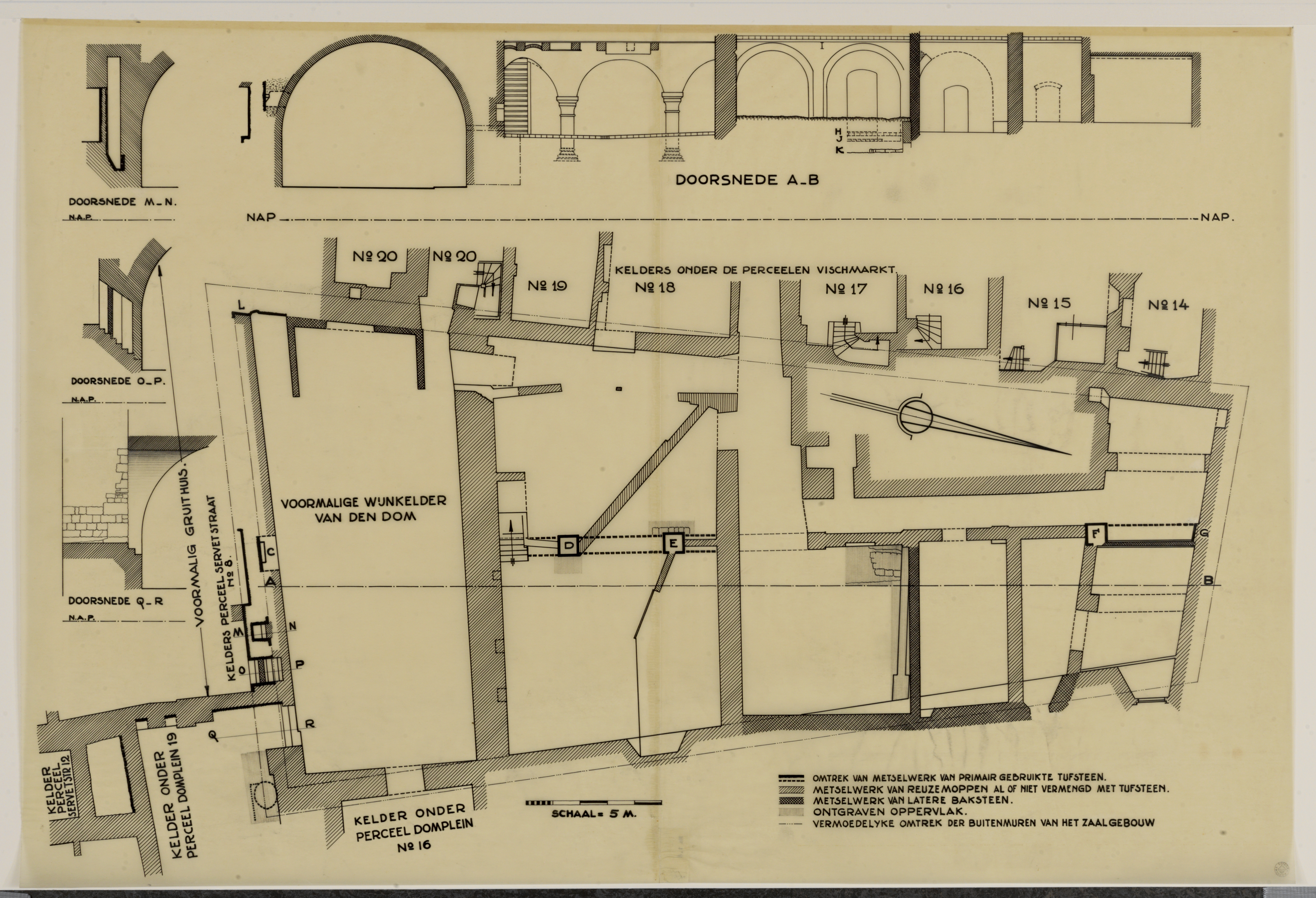
Een plattegrond van paleis Lofen door Willem Stooker in 1933